# I love shopping a Hollywood
I love shopping a Hollywood è un libro di Sophie Kinsella, edito da Arnoldo Mondadori Editore nella collana Omnibus stranieri dell'anno 2014.

## Trama
In questo libro la protagonista Rebecca Bloomwood si trova a Los Angeles per seguire il marito Luke che comincia a curare le pubbliche relazioni della star di Hollywood Sage Seymour. Becky coglie l'occasione di questo nuovo contatto per inseguire un suo grande sogno: sfondare come stylist dei VIP, nonostante il marito Luke sia ben inserito nel mondo del lavoro sia in Europa che negli Stati Uniti e sia contrario a questa sua aspirazione, così come la sua migliore amica Suze. Becky deve affrontare la realtà e decidere se è più importante la sua vita privata o la sua professione, trovandosi nel frattempo in situazioni difficili da gestire come la riapacificazione di Luke con la madre Elinor, la sparizione del padre senza un apparente motivo e la ricomparsa di Alicia Billington, la sua acerrima nemica.
Alla fine accetta di partire con Luke e Suze alla ricerca del padre Graham, scomparso col marito dell'amica Tarquin, in direzione Las Vegas.
Il finale, a sorpresa, lascia in sospeso la narrazione con la rassicurazione che le avventure di Rebecca torneranno in un capitolo successivo.